# Dicranella hillebrandii
Dicranella hillebrandii är en bladmossart som beskrevs av Brotherus 1901. Dicranella hillebrandii ingår i släktet jordmossor, och familjen Dicranaceae. Inga underarter finns listade i Catalogue of Life.